# FK Hebar Pazardzjik
FK Hebar Pazardzjik (Bulgaars: Футболен клуб Хебър) is een Bulgaarse voetbalclub uit Pazardzjik. De club komt momenteel uit in de Parva Liga, het hoogste niveau van de Bulgaarse voetbalcompetitie.
Hebar werd opgericht in 1918 en speelt sinds 1989 in hun huidige thuisbasis, het Georgi Benkovski Stadion. Hebar heeft in totaal vier seizoenen op het hoogste niveau van het Bulgaarse voetbal gespeeld, de laatste keer in 2022-23. Voor het grootste deel van haar geschiedenis speelde de club op het tweede of derde niveau van het Bulgaars voetbal.
In 2001 verhuisden de eigenaars de club naar Petritsj, ondanks het feit dat ze dat seizoen negende werden in de Parva Liga, en de clubnaam werd verandert naar Belasitsa Petritsj. De fans van Hebar uit Pazardzjik waren het niet eens met deze beslissing, en in datzelfde jaar richtten ze de club opnieuw op, waardoor ze opnieuw moesten beginnen vanaf het amateurniveau.

## Historie
De huidige naam 'Hebar' van de club werd gekozen in 1979, verwijzend naar de oude Thracische naam van de rivier Maritsa. Onder deze naam werden de grootste successen behaald in de geschiedenis van de club, waaronder driemaal een promotie naar de Parva Liga (in 1989, 1991 en 2000). De club heeft ook 32 seizoenen in de tweede divisie gespeeld. Het team heeft zeer toegewijde supporters, die bekend staan als 'de Grafdelvers'.
De heropgerichte club na de geforceerde verhuizing van Belasitsa Petritsj, genaamd FC Hebar 1918, werd opgericht in juli 2015. Een jaar later fuseerde Hebar met derde divisieclub Chiko Byaga.
In het seizoen 2022-23 komt de club voor het eerst sinds 2001 weer uit in de hoogste Bulgaarse voetbalcompetitie. Ondanks dat ze veertiende werden en deel moesten nemen aan de degradatieronde, werden ze in de degradatieronde 2e van de zes ploegen en komen ze in het seizoen 2023-24 opnieuw uit in de hoogste divisie.

## Prijzen
Vtora Liga:
- Winnaar (2): 1988–89; 1990–91
- Runner-up (1): 2021–22

Third League:
- Winnaar (2): 1986–87, 2018–19

## Naamswijzigingen
- 1918-1945 - Botev
- 1945-1947 - Spartak
- 1947-1948 - Tsjavdar
- 1948-1949 - Spartak
- 1949-1957 - Tsjerveno zname
- 1957-1959 - Benkovski
- 1959-1970 - Botev
- 1970-1973 - Maritsa
- 1973-1979 - Benkovski
- 1979-2000 - Hebar
- 2000 - Hebar-Iskar
- 2000-2001 - Hebar 1920
- 2001 - Hebar

## Eindklasseringen vanaf 1960
| 5 |

| 13 |

| 4 |

| 10 |

| 18 |

| 4 |

| 1 |

| 7 |

| 4 |

| 9 |

| 6 |

| 3 |

| 9 |

| 8 |

| 3 |

| 5 |

| 19 |

| 1 |

| 14 |

| 12 |

| 5 |

| 11 |

| 11 |

| 10 |

| 14 |

| 10 |

| 4 |

| 1 |

| 4 |

| 1 |

| 14 |

| 1 |

| 16 |

| 17 |

| 10 |

| 6 |

| 14 |

| 18 |

| 8 |

| 2 |

| 3 |

| 9 |

| 1 |

| 13 |

| 9 |

| 2 |

| 7 |

| 13 |

| 18 |

| 4 |

| 15 |

| 18 |

| 17 |

|  |

|  |

|  |

|  |

| 6 |

| 2 |

| 1 |

| 6 |

| 6 |

| 2 |

| 12 |

| 13 |

| 16 |

| Parva Liga/A Grupa | Vtora Liga/B Grupa | Treta Liga/V AFG | A OFG Regionaal |

Arda Kardzjali ·
FK Kroemovgrad ·
Loedogorets ·   
Botev Plovdiv ·
Lokomotiv Plovdiv · 
Hebar Pazardzjik ·
Lokomotiv Sofia · 
CSKA 1948 Sofia · 
CSKA Sofia ·
Levski Sofia · 
Septemvri Sofia ·   
Slavia Sofia · 
Beroe Stara Zagora · 
Botev Vratsa · 
Spartak Varna · 
Tsjerno More Varna